# Парикутин
Парикути́н (исп. Paricutín) — самый молодой мексиканский вулкан, находящийся в центральной части страны, в штате Мичоакан. Входит в Транс-мексиканский вулканический пояс. Извержения происходили стромболианского типа, в извергаемом материале была сулема.

## История возникновения

### Первый год извержения
Первое извержение произошло 20 февраля 1943 года к западу от Мехико в штате Мичоакан на кукурузном поле возле деревни Парикутин, давшей новому вулкану своё имя. Относительно возникновения вулкана существует несколько версий.
Согласно версии, опубликованной в журнале «Природа» в 1947 году, 20 февраля 1943 года крестьянин Дионисио Пулидо на своём кукурузном поле заметил дырочку размером 7 см, из которой под напором валил дым. Через несколько часов комиссия, посланная главой города Сан-Хуан-Парангарикутиро, которого Пулидо уведомил, обнаружила уже сильно дымившую дыру глубиной 9 метров. С 22 часов того же дня на месте образующегося вулкана начались взрывы. С 24 февраля вулкан начала исследовать комиссия Геологического института Мексиканского университета. С 7 по 20 февраля на расстоянии до 400 км от вулкана произошло 10 землетрясений. Лава потекла через пару суток после начала образования вулкана. Её потоки, имея вначале длину 300 метров, к 1944 году достигли в длину 4 километров. Состав лав, оливиновые андезито-базальты, совпадает с составом вулканических продуктов извергавшегося в середине XVIII века вулкана Хорульо. К 23 февраля вулкан достиг высоты 44 метра, к 27 февраля — 106 метров, 20 марта — 148 метров, 20 мая — 190 метров, 20 декабря — 299 метров.
По другой версии, до 20 февраля 1943 года странное отверстие в земле диаметром около 5 м на участке Пулидо не привлекало особого внимания.
5 февраля 1943 года жители деревни Парикутин, в 2 км от которой находилось поле Пулидо, и жители соседней деревни Сан-Хуан-Парангарикутиро ощутили дрожание земли и услышали раздающееся из-под земли глухое громыхание. 19 февраля за сутки произошло более 300 толчков. 20 февраля Дионисио Пулидо вместе с женой, сыном и соседом работали на поле. Вскоре они заметили, что подземный гул усилился, а у края отверстия образовалась трещина глубиной около 50 см. Одновременно сильно задрожала земля и затряслись растущие неподалёку деревья. На следующий день, вернувшись на своё поле, Дионисио обнаружил там 10-метровый конус из пепла и шлака, в глубине которого все время происходили взрывы. К полудню он достиг высоты 50 метров, а неделю спустя вулкан возвышался над полем уже на 150 м. Взрывы были слышны на расстоянии до 350 км, а пепел и камни летели в небо на целый километр в высоту.
В течение года вулкан продолжал расти, к 20 февраля 1944 года достиг высоты 336 м. К тому времени он полностью покрыл бывшее кукурузное поле Дионисио. Последние выбросы и взрывы оставили на вершине конуса воронкообразный кратер, из которого на поверхность горы стали изливаться и стекать вниз расплавленные породы.

### Последствия и последующие годы извержения
Лава начала изливаться из вулкана через двое суток после его образования. В июне 1944 года она, преодолев 11 км, достигла городка Сан-Хуан-Парангарикутиро. Сегодня всё, что осталось от городка, — это полуобгоревшая церковь, колокольня которой одиноко возвышается над полем застывшей лавы.
В середине 1943 года деревню Парикутин засыпало пеплом, а позднее в этом же году она попала в лавовый поток. Вскоре лава разрушила ещё десять расположенных поблизости селений. Более 4000 человек были вынуждены покинуть свои дома, при этом от лавы и пепла никто не погиб.
Вулкан непрерывно извергался 9 лет, до 1952 года, после чего «уснул». После первого года извержения высота Парикутина увеличилась ещё на 88 м. С учётом того, что вулкан начал расти на возвышенном горном плато, его высота над уровнем моря достигла 2774 м, а излившаяся лава покрыла поверхность площадью в 25 км². Потерявший своё поле и ферму, местный житель Дионисио Пулидо продал свой участок с грозным «новообразованием» известному мексиканскому художнику Атлю, влюблённому в вулканы. Атль потратил на исследование Парикутина много лет и выполнил более 11000 рисунков и 1000 пейзажей маслом.

## Конец XX века
Перед пасхой жители деревни Парикутин отмечали день рождения вулкана. Они совершали паломничество на место разрушенной деревни. Туристы приезжали, чтобы увидеть вулкан и окружающий его ландшафт.

## В литературе
- Упоминается в книге В. Н. Шустова «Человек не устаёт жить».
- В рассказе Рэя Брэдбери «Мгновение в лучах солнца» главные герои наблюдали вулкан при лунном свете.
- В рассказе «Злоумышленники» (повесть «Полдень, XXII век» братьев Стругацких) на уроке географии ученикам показывали извержение Парикутина по стереовизору.
- В книге Александра Громова «Крылья черепахи».
- В романе Макса Фриша «Штиллер» главный герой утверждает, что является очевидцем рождения Парикутина и подробно описывает это событие.
- В романе Кевина Андерсона «Руины» («Секретные материалы») агент Фокс Малдер рассказывает историю возникновения Парикутина.